# Mr. Robinson Crusoe
Mr. Robinson Crusoe ist eine US-amerikanische Filmkomödie aus dem Jahre 1932.

## Handlung
Steve Drexel segelt auf einer Yacht mit seinen Freunden in der Südsee. Er wettet mit ihnen, dass er wie Robinson Crusoe allein auf einer einsamen Südseeinsel überleben und sich sein eigenes Paradies schaffen könne. Da ihm seine Freunde keinen Glauben schenken, springt er über Bord, um zu einer nahe gelegenen Insel zu schwimmen. Einzig sein Hund folgt ihm. Auf der Insel angekommen, beginnt er die Natur zu erkunden und sich ein neues Heim zu schaffen, hocherfreut über ein Leben in der Natur. Die Freunde segeln unterdessen weiter und beobachten auf einer Nachbarinsel eine Hochzeitszeremonie. Drexel erfreut sich währenddessen weiterhin seines einfachen Lebens. Lediglich ein eingeborener Kopfjäger stört kurz seinen Frieden. Von der Nachbarinsel flieht die Braut in einem Kanu vor ihrem Bräutigam und landet schließlich auf der gleichen Insel wie Drexel. Dort wird sie von der Musik aus Drexels selbst gebasteltem Radio angelockt und gerät so in eine von Drexels Netzfallen. Dieser findet das hübsche Mädchen und ist der Meinung, dass der wahre Robinson Crusoe bestimmt auch im Besitz einer Frau war. Er nennt das Mädchen Saturday und erfreut sich seiner neuen Begleitung. Gemeinsam hören sie die schlechten Nachrichten aus der Zivilisation im Radio und genießen das Leben auf Drexels Golfplatz. Doch die Eingeborenen von der Nachbarinsel suchen die verlorene Tochter schon, und überwältigen letztendlich Drexel und das Mädchen. Die Entführer stellen sich als Kannibalen heraus und wollen Drexel grillen. Als Drexels trainierter Affe jedoch das Radio anstellt, werden die Kannibalen vom Lärm verjagt und Saturday kann Drexel wieder befreien, woraufhin dieser die Männer in seine Netzfalle lockt. Schließlich landen auch seine beiden Freunde auf der Insel und sind belustigt über sein Paradies mit Eigenbaucafés und einer Park Avenue. Sie geben zu, dass Drexel seine Wette gewonnen hat und lösen sie ein. Als eine weitere Eingeborenengruppe auf die Insel kommt, angeführt von der Mutter des Mädchens, flüchten die Freunde auf die Yacht und müssen nach gelungener Flucht erkennen, dass auch Saturday an Bord gelangt ist. Gemeinsam kehren sie in die USA zurück und Saturday wird Tänzerin bei den Ziegfeld Follies.

## Kritiken
„Komödiantische Variation des klassischen Abenteuerstoffes von Daniel Defoe, in der die Hauptfigur anders als im Roman auf Grund einer Wette auf die Insel kommt, um zu beweisen, daß sie genau so tüchtig ist wie der echte Robinson. Natürlich löst der ‚Held‘ alle Schwierigkeiten und gewinnt die Wette; eine Verkörperung und zugleich Ironisierung des Mythos Amerika.“